# Championnat du Mali de football 1999-2000
Navigation
Saison précédente Saison suivante
La saison 1999-2000 du Championnat du Mali de football était la 33e édition de la première division malienne à poule unique, la Première Division. Les douze meilleurs clubs maliens sont regroupés au sein d'une poule unique où ils s'affrontent deux fois, à domicile et à l'extérieur. Afin de permettre le passage du championnat de 12 à 14 clubs, les deux derniers du classement affrontent en barrage de promotion-relégation les 3e et 4e de deuxième division.
C'est le Stade malien qui remporte la compétition après avoir terminé en tête du classement final, avec cinq points d'avance sur le quadruple tenant du titre, Djoliba AC et douze sur le Centre Salif Keita. C'est le neuvième titre de champion du Mali de l'histoire du club, qui manque le doublé en s'inclinant face au Cercle olympique de Bamako en finale de la Coupe du Mali.

## Les clubs participants
| - Djoliba AC - AS Real Bamako - Cercle olympique de Bamako - Promu de Deuxième division - USFAS Bamako - Centre Salif Keita - AS Commune II | - Stade malien - AS Bauole Dioila - AS Sigui Kayes - Étoile filante de Bamako - Promu de Deuxième division - AS Mandé Bamako - AS Nianan |

## Compétition

### Classement
Le barème de points servant à établir le classement se décompose ainsi :
- Victoire : 3 points
- Match nul : 1 point
- Défaite : 0 point

| Rang | Équipe                         | Pts | J  | G  | N | P  | Bp | Bc | Diff |
| ---- | ------------------------------ | --- | -- | -- | - | -- | -- | -- | ---- |
| 1    | Stade malien                   | 52  | 22 | 16 | 4 | 2  |    |    |      |
| 2    | Djoliba ACT                    | 47  | 22 | 14 | 5 | 3  |    |    |      |
| 3    | Centre Salif Keita             | 40  | 22 | 11 | 7 | 4  |    |    |      |
| 4    | AS Nianan                      | 33  | 22 | 9  | 6 | 7  |    |    |      |
| 5    | USFAS Bamako                   | 32  | 22 | 9  | 5 | 8  |    |    |      |
| 6    | AS Mandé Bamako                | 29  | 22 | 9  | 2 | 11 |    |    |      |
| 7    | AS Real Bamako                 | 27  | 22 | 6  | 9 | 7  |    |    |      |
| 8    | AS Commune II                  | 27  | 21 | 7  | 6 | 8  |    |    |      |
| 9    | Cercle olympique de Bamako'P'C | 23  | 22 | 6  | 5 | 11 |    |    |      |
| 10   | AS Sigui Kayes                 | 19  | 21 | 5  | 4 | 12 |    |    |      |
| 11   | AS Bauole Dioila               | 17  | 22 | 3  | 8 | 11 |    |    |      |
| 12   | Étoile filante de BamakoP      | 13  | 22 | 2  | 7 | 13 |    |    |      |

|  | Qualification pour la Ligue des champions de la CAF 2001                             |
|  | Qualification pour la Coupe des Coupes 2001                                          |
|  | Participation aux barrages de promotion-relégation                                   |
|  | T : Tenant du titre C : Vainqueur de la Coupe du Mali P : Promu de Deuxième division |

- La rencontre entre l'AS Commune II et l'AS Sigui Kayes n'a pas été disputée.

#### Barrages de promotion-relégation
| Équipe 1              | Résultat | Équipe 2                 |
| --------------------- | -------- | ------------------------ |
| AS Tata National (D2) | 2 - 1    | Étoile filante de Bamako |
| Mamahira AC (D2)      | 2 - 1    | AS Baoule Dioila         |

## Bilan de la saison
| Championnat du Mali de football 1999-2000 |                             |
| Champion                                  | Stade malien (9e titre)     |
| Coupes et trophées                        |                             |
| Vainqueur de la Coupe du Mali 1999-2000   | Cercle olympique de Bamako  |
| Qualifications continentales              |                             |
| Ligue des champions de la CAF 2001        | Stade malien                |
| Coupe des Coupes 2001                     | Cercle olympique de Bamako  |
| Coupe de la CAF 2001                      | Aucun                       |
| Promotions et relégations                 |                             |
| Promus en Division 1                      | AS Tata National            |
| Promus en Division 1                      | Mamahira AC                 |
| Promus en Division 1                      | Étoile sportive de Darsalam |
| Promus en Division 1                      | AS Débo Mopti               |
| Relégués en Division 2                    | Étoile filante de Bamako    |
| Relégués en Division 2                    | AS Baoule Dioila            |